# كأس النمسا 2017–18
كأس النمسا 2017–18 (بالألمانية: Österreichischer Fußball-Cup 2017/18)‏ هو الموسم 83 من كأس النمسا. أقيم خلال الفترة 14 يوليو 2017 وحتى 9 مايو 2018، وأشرف على تنظيمه اتحاد النمسا لكرة القدم، وكان عدد الأندية المشاركة فيه 64، وفاز فيه شتورم غراتس.